# Rutger Bregman

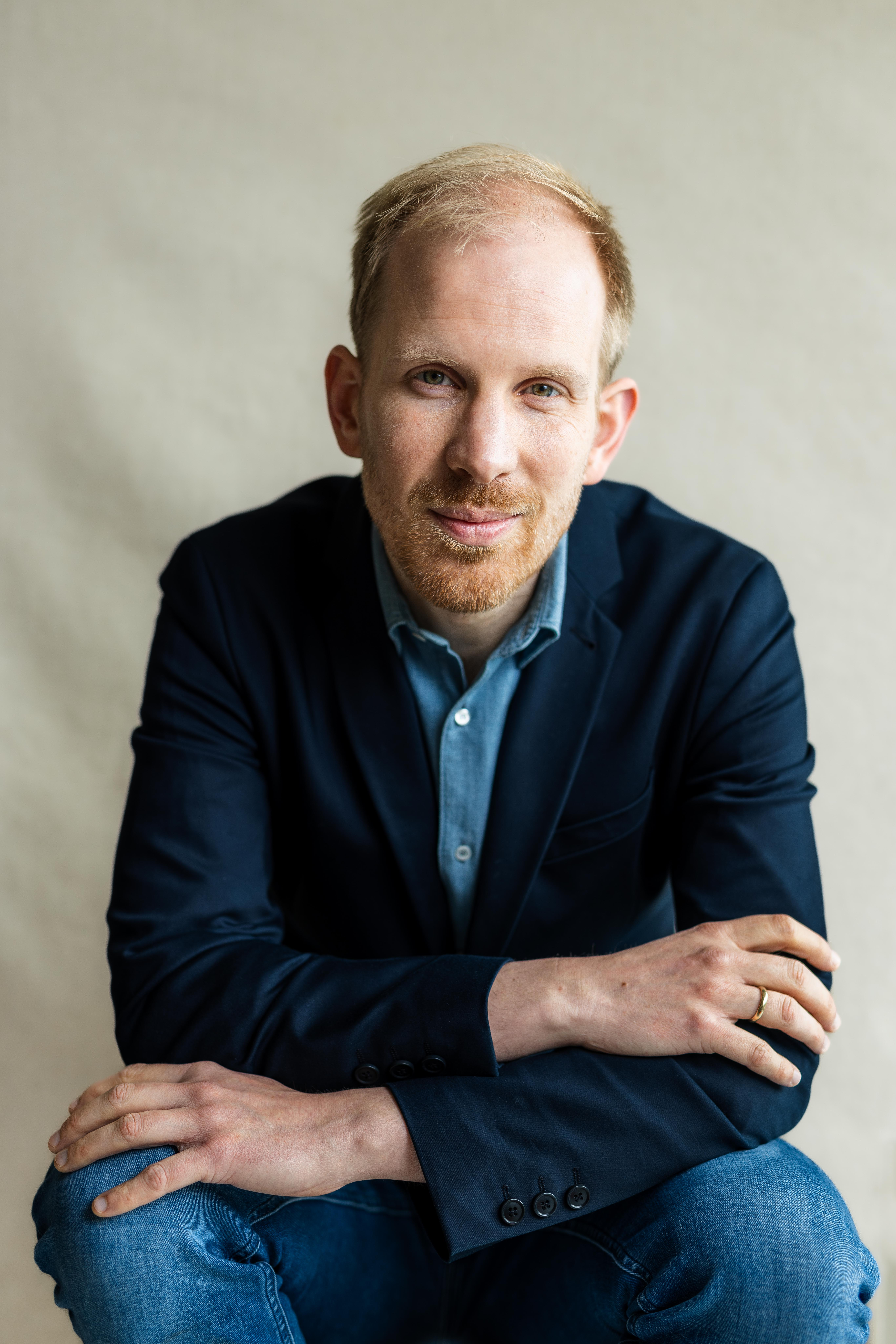
Rutger Bregman (2024)

Rutger Bregman (* 26. April 1988 in Renesse) ist ein niederländischer Historiker, Autor und Aktivist.

## Leben

### Ausbildung und Tätigkeit
Bregman studierte Geschichte an der Universität Utrecht und der University of California, Los Angeles. Hauptberuflich arbeitet er als Journalist im Ressort Fortschritt für die niederländische Nachrichtenplattform De Correspondent. Zusammen mit Jesse Frederik, dem Korrespondenten für Wirtschaft, nimmt Bregman außerdem seit Mai 2016 den Podcast De Rudi & Freddie Show auf. Artikel von Bregman erschienen unter anderem in der Washington Post, auf BBC und in diversen niederländischen Medien. Er war zweimal für den European Press Prize nominiert.

### Privates
Bregman ist mit der Fotografin Maartje ter Horst verheiratet.
Er ist Mitglied von Giving What We Can, einer Gemeinschaft von Menschen, die sich verpflichtet haben, mindestens 10 % ihres Einkommens an effektiv-altruistische Hilfsorganisationen zu spenden.

## Veröffentlichungen und Positionen
Bregman ist Autor mehrerer Sachbücher mit dem Hauptthema bedingungsloses Grundeinkommen. Sein 2014 erschienenes Werk Gratis geld voor iedereen wurde ein Bestseller, der in über 30 Sprachen übersetzt wurde und 2017 unter dem Titel Utopien für Realisten auf Deutsch erschien.
In dem 2019 erschienenen Werk Im Grunde gut (2020 auf Deutsch) trägt Bregman viele Beispiele aus der Menschheitsgeschichte zusammen, in denen Menschen kooperiert haben, anstatt sich von Konkurrenz oder Feindschaft leiten zu lassen. Er fasst die Kritiken am Design of Experiment (DoE) bekannter psychologischer Versuche wie dem Milgram- und dem Stanford-Prison-Experiment zusammen und stellt der pessimistischen Botschaft von William Goldings Erzählung Herr der Fliegen die reale Geschichte eines Schiffbruchs mehrerer Jugendlicher auf der ʻAta-Insel gegenüber, die 1965 bis zu ihrer Rettung über ein Jahr durch Selbstversorgung auf der Insel überlebten.
In seinen Büchern fordert Bregman offene Grenzen, eine 15-Stunden-Woche und eine neue Verteilung menschlicher Arbeit. Außerdem spricht er sich für die Machbarkeit und Realisierung von Zukunftsentwürfen aus.
Beim Jahrestreffen des Weltwirtschaftsforums in Davos sorgte er im Januar 2019 für Aufsehen, als er eine „gerechte Besteuerung für Reiche“ und ein Ende der Steuervermeidung forderte. Ein Videoausschnitt seiner Rede erreichte in kurzer Zeit 8 Millionen Aufrufe. Darin beklagt er, dass so getan werde, als wäre Philanthropie ein geeigneter Ersatz für einen durch faire Besteuerung finanzierten Wohlfahrtsstaat.
In einem Interview mit Tucker Carlson im Februar 2019 warf er dem Fox-Moderator vor, das Thema Steuerflucht zu verschweigen und dass Carlson ein Millionär sei, der von Milliardären wie Rupert Murdoch und den Koch-Brüdern bezahlt würde. Carlson wurde daraufhin gegenüber Bregman verbal ausfällig, das entsprechende Segment wurde nicht von Fox ausgestrahlt.
In einem Interview mit t3n sprach er sich im Sommer 2020 für Änderungen in der Arbeitswelt aus. Mitarbeiter sollten aktiver bei Managementprozessen beteiligt werden und es sollten neue Formen der Unternehmensführung erprobt werden.

## Schriften
- Utopien für Realisten: Die Zeit ist reif für die 15-Stunden-Woche, offene Grenzen und das bedingungslose Grundeinkommen. Aus dem Englischen von Stephan Gebauer. Rowohlt, Reinbek bei Hamburg 2017, ISBN 978-3-498-00682-2.
- Im Grunde gut: Eine neue Geschichte der Menschheit. Aus dem Niederländischen von Ulrich Faure und Gerd Busse. Rowohlt, Reinbek bei Hamburg 2020, ISBN 978-3-498-00200-8 (Originaltitel: De meeste mensen deugen. De Correspondent Uitgevers, Amsterdam, London 2019, ISBN 9789082942187).
- Wenn das Wasser kommt. Ein Essay. Aus dem Niederländischen von Ulrich Faure. Zusammen mit Susanne Götze. Rowohlt, Hamburg 2021, ISBN 978-3-499-00729-3 (Originaltitel: Het water komt. De Correspondent Uitgevers, Amsterdam, 2020, ISBN 978-908301-778-5).
- Moralische Ambition. Wie man aufhört, sein Talent zu vergeuden, und etwas schafft, das wirklich zählt. Rowohlt, Hamburg 2024, ISBN 978-3-498-00718-8.

## Belege
1. ↑  Why we should give everyone a basic income. In: ieet.org. Abgerufen am 11. Februar 2019 (englisch).
2. ↑  Rutger Bregman – De Correspondent. Abgerufen am 28. April 2020 (niederländisch).
3. ↑  De Rudi & Freddie Show. Abgerufen am 28. April 2020 (niederländisch).
4. ↑  Rutger Bregman. In: rowohlt.de. Abgerufen am 11. Februar 2019.
5. ↑  The real Lord of the Flies: what happened when six boys were shipwrecked for 15 months. 9. Mai 2020, abgerufen am 26. September 2022 (englisch).
6. ↑  Rutger Bregman spendet 10%. In: effektiv-spenden.org. 2. September 2022, abgerufen am 26. September 2022 (deutsch).
7. ↑  Rutger Bregman: Bio. In: rutgerbregman.com. 2019, abgerufen am 11. Februar 2019 (englisch).
8. ↑  Luise Checchin: Rutger Bregman: „Wir brauchen verrückte Ideen“. Abgerufen am 10. Mai 2020.
9. ↑  Larry Elliott: ‘This is about saving capitalism’: the Dutch historian who savaged Davos elite. In: The Guardian. 1. Februar 2019, abgerufen am 11. Februar 2019 (englisch).
10. ↑  Dylan Matthews: Meet the folk hero of Davos: the writer who told the rich to stop dodging taxes. In: vox.com. 30. Januar 2019, abgerufen am 11. Februar 2019 (englisch).
11. ↑  Historian who confronted Davos billionaires leaks Tucker Carlson rant. 20. Februar 2019, abgerufen am 7. März 2021 (englisch).
12. ↑  „Du Idiot“: Historiker bringt Fox-News-Moderator in Rage. In: orf.at. 21. Februar 2019, abgerufen am 21. Februar 2019.
13. ↑  Luca Caracciolo: Alle Macht den Mitarbeitern: Warum dieser Mann Führung radikal anders denkt. 10. Juli 2020, abgerufen am 15. Juli 2020.

| Personendaten    | Personendaten                         |
| ---------------- | ------------------------------------- |
| NAME             | Bregman, Rutger                       |
| KURZBESCHREIBUNG | niederländischer Historiker und Autor |
| GEBURTSDATUM     | 26. April 1988                        |
| GEBURTSORT       | Renesse                               |